# Мошико (футбольний клуб)
Футебул Клубе ду Мошику або просто ФК «Мошико» (порт. Futebol Clube do Moxico) — професіональний ангольський футбольний клуб з міста Луена в провінції Мошико.

## Історія клубу
В 1973 році команда виграла Чемпіонат провінції Ангола.

## Стадіон
Домашні матчі клуб проводить на стадіоні Ештадіу ду Луена, який вміщує 1 500 уболівальників.

## Досягнення
- Чемпіонат провінції Ангола
  -  Чемпіон (1): 1973